# Felix Pfeifer

Felix Pfeifer

Felix Georg Pfeifer (* 9. November 1871 in Leipzig; † 6. März 1945 ebenda) war ein deutscher Bildhauer und Medailleur.

## Lebensweg

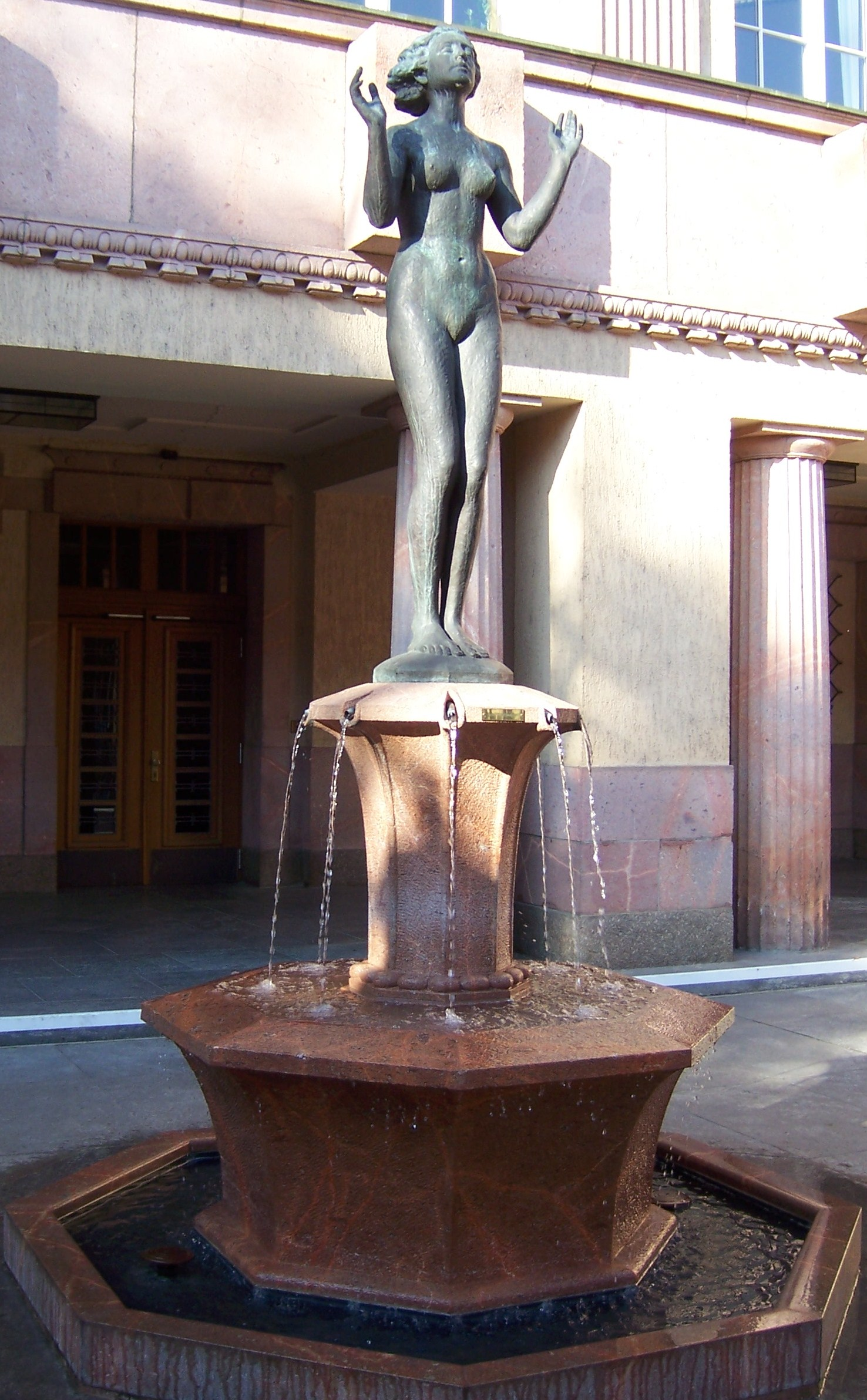
Felix Pfeifer: Genesung, Brunnenfigur vor dem AOK-Gebäude in Leipzig

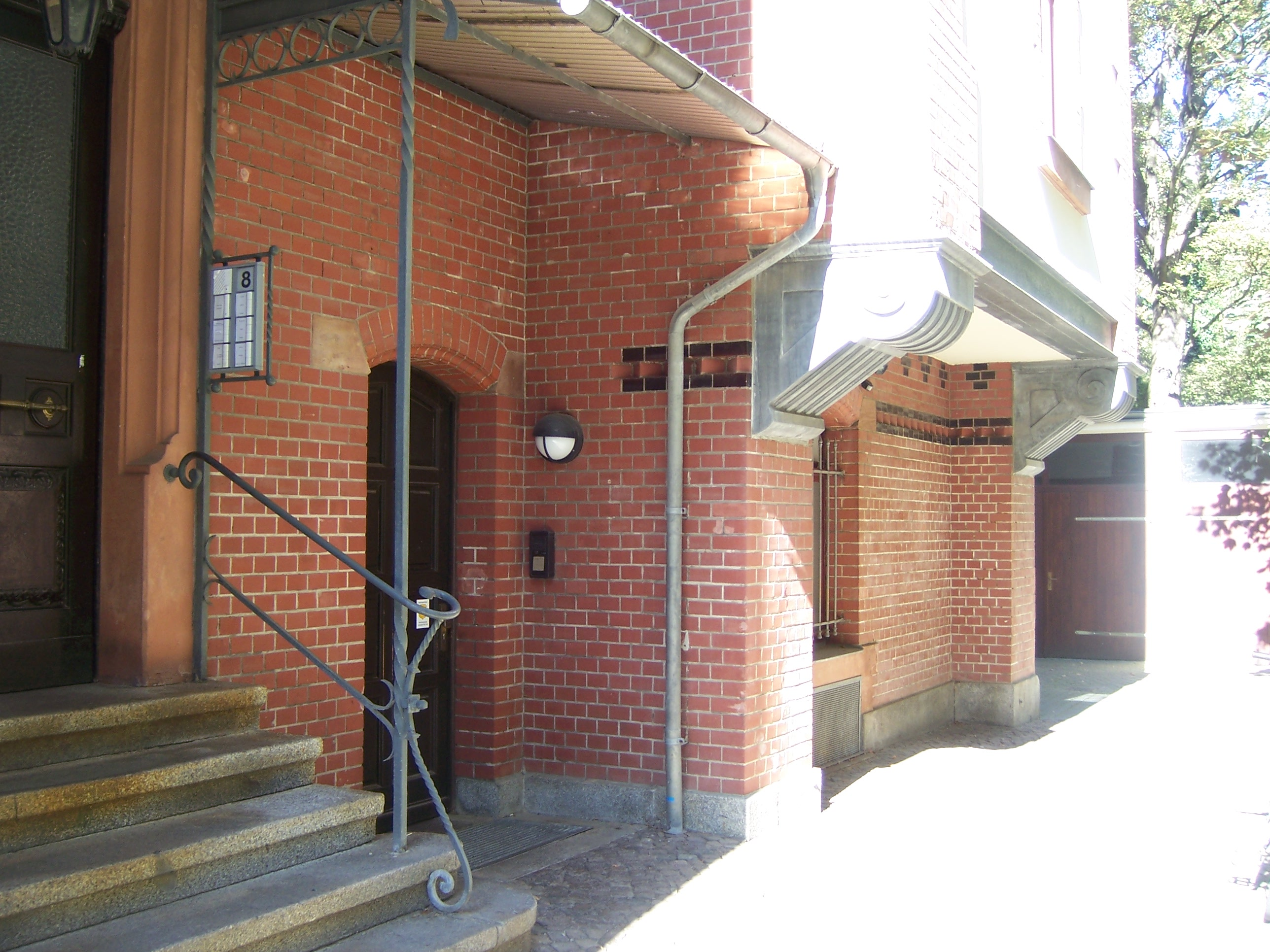
Eingang zum ehemaligen Atelier von Felix Pfeifer in Leipzig

### Familie
Felix wuchs als dritter Sohn von insgesamt sechs Kindern des Leipziger Kaufmanns Friedrich Eduard Pfeifer und seiner Ehefrau Florentine Henriette, geborene Sperling, in gutbürgerlichen Verhältnissen auf. 1906 heiratete er in Dresden die Kaufmannstochter und Absolventin des Leipziger Lehrerinnenseminars Johanna Helene Brachmann (1883–1963). Aus der Ehe entstammten zwei Kinder, Tochter Regina und Sohn Peter.

### Ausbildung
Von Ostern 1890 bis 1893 studierte er an der Leipziger Kunstakademie bei Melchior zur Strassen, wechselte dann 1894 an die Kunstakademie Berlin-Charlottenburg zu Peter Breuer und Ernst Herter, um schließlich seine Ausbildung durch Studienaufenthalte in Rom (1895–1896) – wo er mit dem Kreis um Eugen Diederichs in Berührung kam – und Paris (1900) zu vollenden. Nachdem er sich in den Jahren 1906 bis 1911 zur künstlerischen Vervollkommnung in Dresden aufgehalten hatte und Mitglied der Elbier und Gründungsmitglied der Künstlervereinigung Dresden war, ließ er sich endgültig als freischaffender Bildhauer in Leipzig nieder, wo er 1914 die Ernennung zum Professor erhielt.

### Kunstschaffen
Auf der Dresdner Kunstausstellung von 1901 wurden seine 17 Exponate von Porträt-Plaketten beachtet. Im selben Jahr schuf er die Plakette zum 300. Jubiläum der Entdeckung der Mineralquellen von Salzbrunn in Schlesien.
Angeregt durch das literarische Werk Richard Dehmels, setzte sich Pfeifer in seinen plastischen Arbeiten immer wieder mit dem Thema Beziehung zwischen zwei Menschen auseinander. Großen Erfolg erzielte bereits seine erste Skulpturengruppe Erste Liebe. Deren Ankauf durch den Sächsischen Staat war der Auftakt zu einer ganzen Reihe von bedeutenden Aufträgen für den jungen Bildhauer. So stattete er den Chorraum der Leipziger Nikolaikirche mit vier großflächigen Alabasterreliefs aus. Ebenso stammen die Reliefs am Hauptportal des Neuen Rathauses und die Fassadenfiguren Philosophie, Industrie und Medizin über dem Eingang der Deutschen Bücherei in Leipzig von seiner Hand. Für die Brunnenfigur Mädchen mit Frosch im Foyer der Deutschen Bücherei stand seine Tochter Regina Modell.
Zum 150. Jubiläum der Leipziger Kunstakademie (heute Hochschule für Grafik und Buchkunst Leipzig) schuf Pfeifer die Medaille von 1914.
Eines seiner Hauptwerke, die Skulptur Sehnsucht, verbindet klassische Formensprache mit modernem Bewegungsmotiv. Bei der im Leipziger Museum der bildenden Künste befindlichen weiblichen Terrakottabüste aus dem Jahr 1915 findet sich „jene naturalistisch äußerst sparsame, im Psychologischen tief verwurzelte Auffassung, für die Pfeifers Porträtbüsten führender Köpfe des Leipziger Geisteslebens besonders gewürdigt wurden.“
Ein Abguss der ursprünglich 1927 für den Zierbrunnen vor dem Gebäude der Allgemeinen Ortskrankenkasse Leipzig geschaffenen Figur Genesung wurde anlässlich der 1936 in Dresden stattfindenden Reichsgartenschau am Blumenplan der Eichwiese aufgestellt. Damals lautete der Name der Plastik Beglückende Schönheit. Heute befindet sich dieses Werk im Rosengarten. Auf der Schrifttafel in der Rasenfläche vor der Plastik steht zu lesen, dass diese Figur ein Geschenk der Witwe an die Stadt Dresden ist. „In der Plastik trug sein neoklassizistischer Stil zwischen Tradition und Moderne zu Formenklärung, erneuter plastischer Strenge und bewusster Körperauffassung bei.“ 1939, 1940 und 1941 war Pfeifer auf der Großen Deutschen Kunstausstellung in München vertreten, u. a. 1940 mit einer Marmorbüste Anton Bruckners, die Hitler für 4000 RM erwerben ließ, und 1942 mit einer Bronzebüste des Nazi-Reichsgerichtspräsidenten Erwin Bumke.
Neben frei- und bauplastischen Arbeiten im Leipziger Raum sind vor allem seine Leistungen auf dem Gebiet der Relief-, Medaillen- und Plakettenkunst hervorzuheben. Im Volksmund wurde er daher durchaus respektvoll „Plaketten-Pfeifer“ genannt. Anfangs einem streng flächig-linearen Jugendstil verpflichtet (Relief Grabmal Walter Queck), gelangte er, anknüpfend an die französischen Medailleure Alexandre Charpentier, Dupuy und Roty, durch einen zarten, malerischen Reliefstil und sein besonderes Talent, seelische Stimmungen und starke Charakterisierung in seinen Porträts anklingen zu lassen, zu überregionaler Bedeutung. „Wenn es gilt, den Ruhm der Leipziger Plaketteure und Medailleure zu verkünden, so muß an erster Stelle Felix Pfeifer genannt werden. (…) Jetzt gehört er zu den besten Reliefbildnern, die Deutschland aufzuweisen hat.“
Von seiner Hand sind auch Designentwürfe für Möbel und Hausrat bekannt. Pfeifer war von 1939 bis 1942 auf allen Großen Deutschen Kunstausstellungen in München vertreten.
Der in einer Villa in Großdeuben zurückgezogen lebende und in Leipzig arbeitende Künstler starb durch einen Unfall, er wurde von einem Tonmodell im Atelier erschlagen.

## Einzelne Werke (Auswahl)

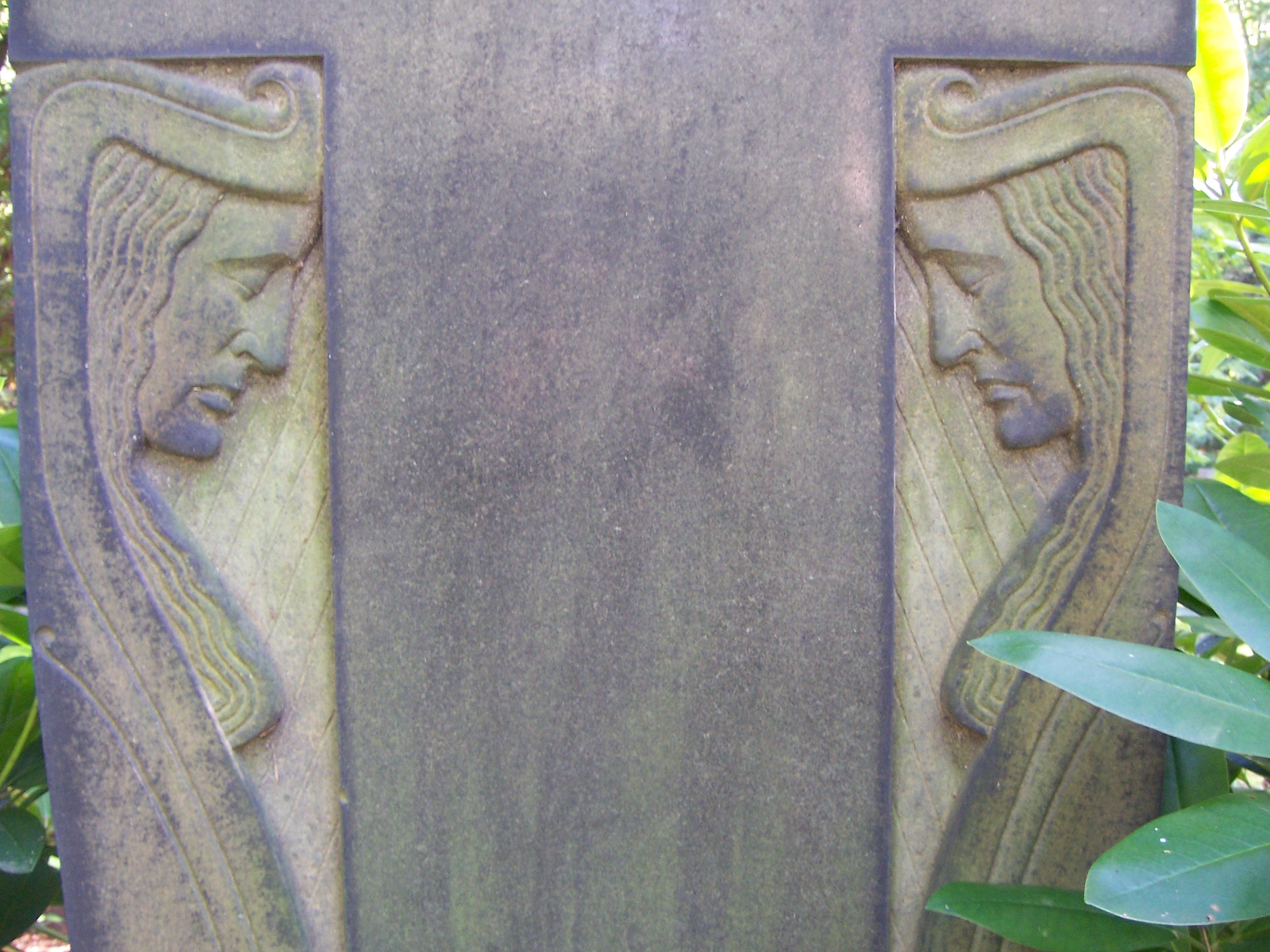
Detail Grabmal Walter Queck, Südfriedhof Leipzig
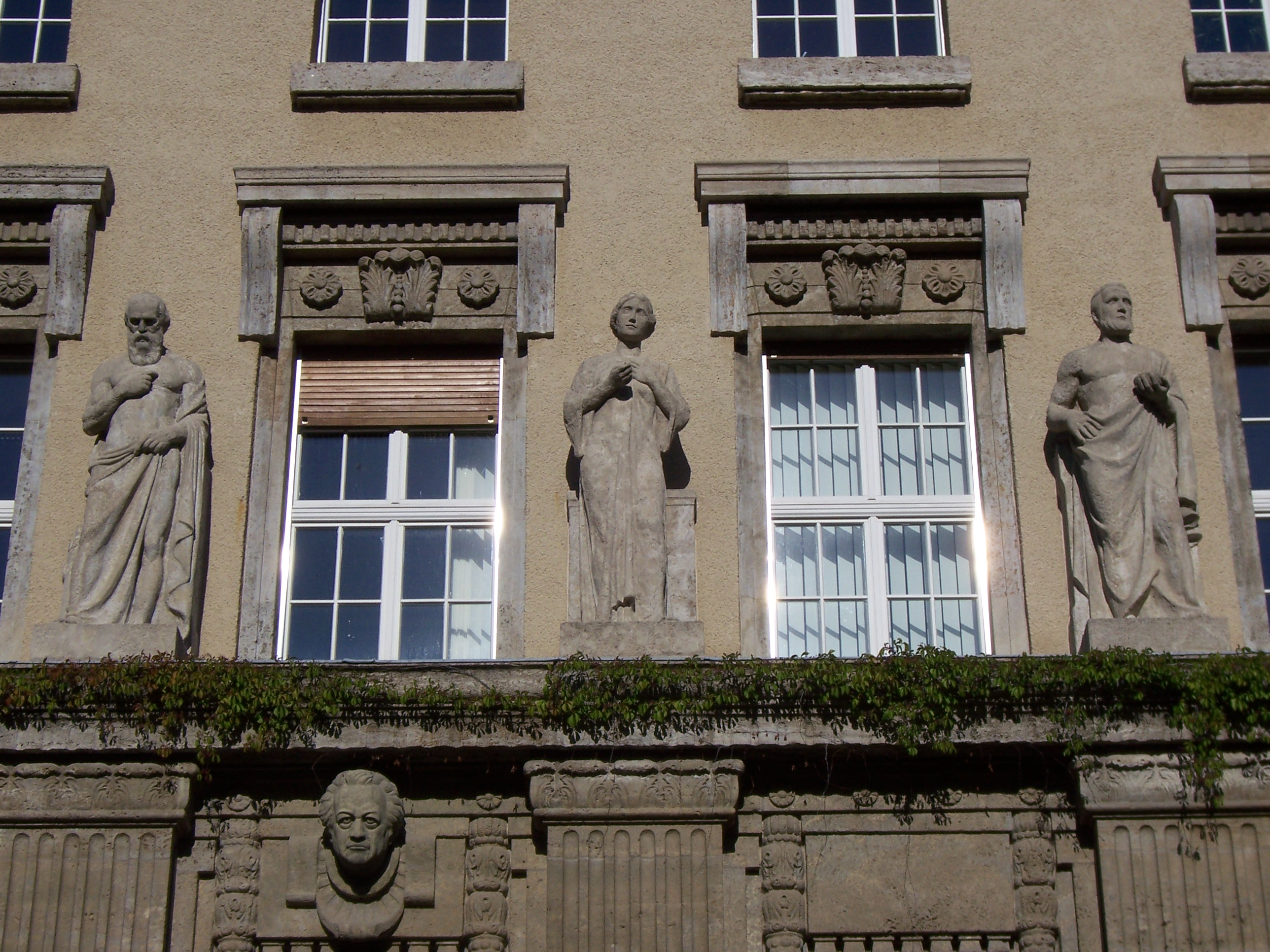
Fassadenfiguren an der Deutschen Bücherei Leipzig
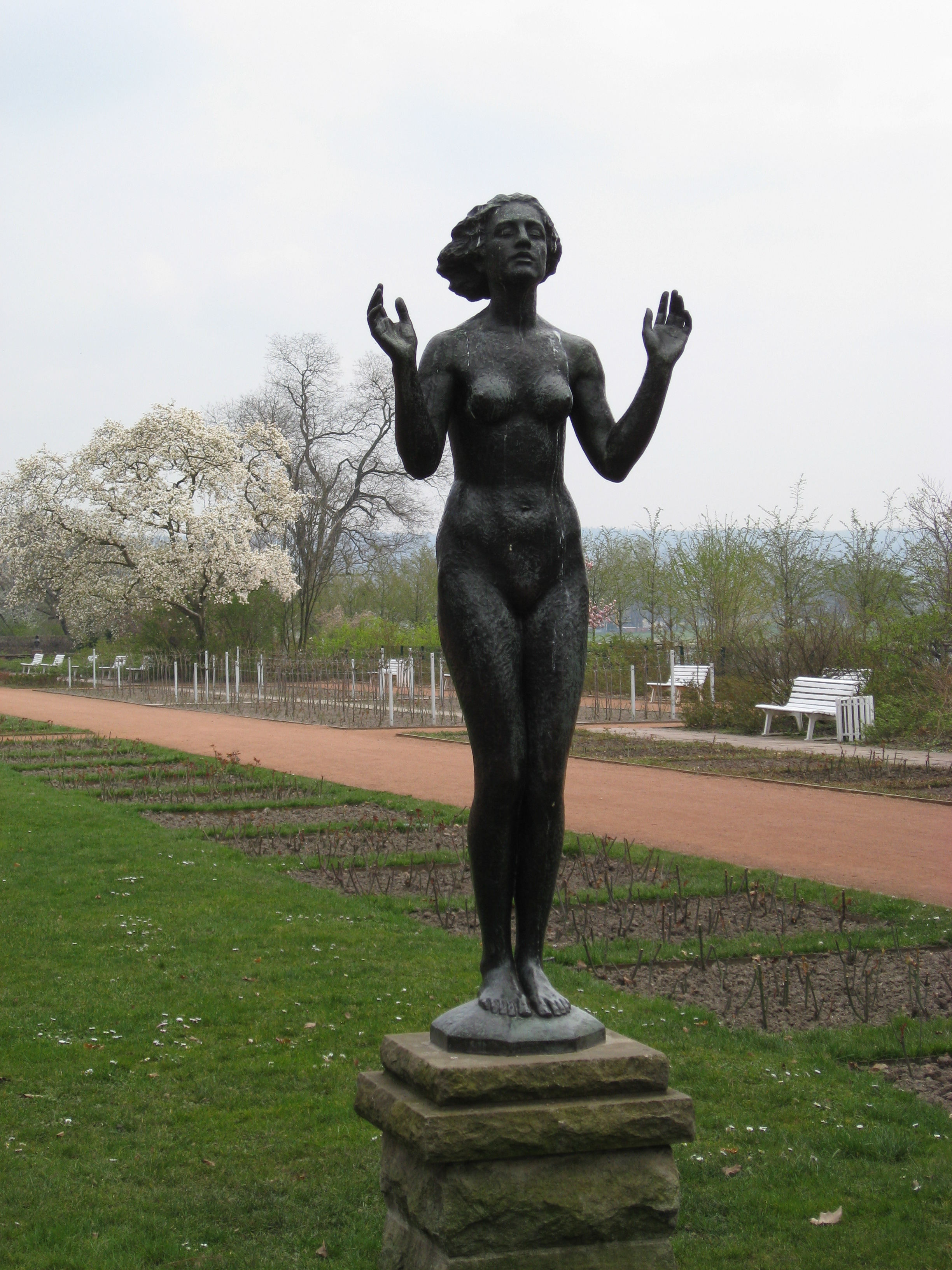
Genesung im Rosengarten Dresden
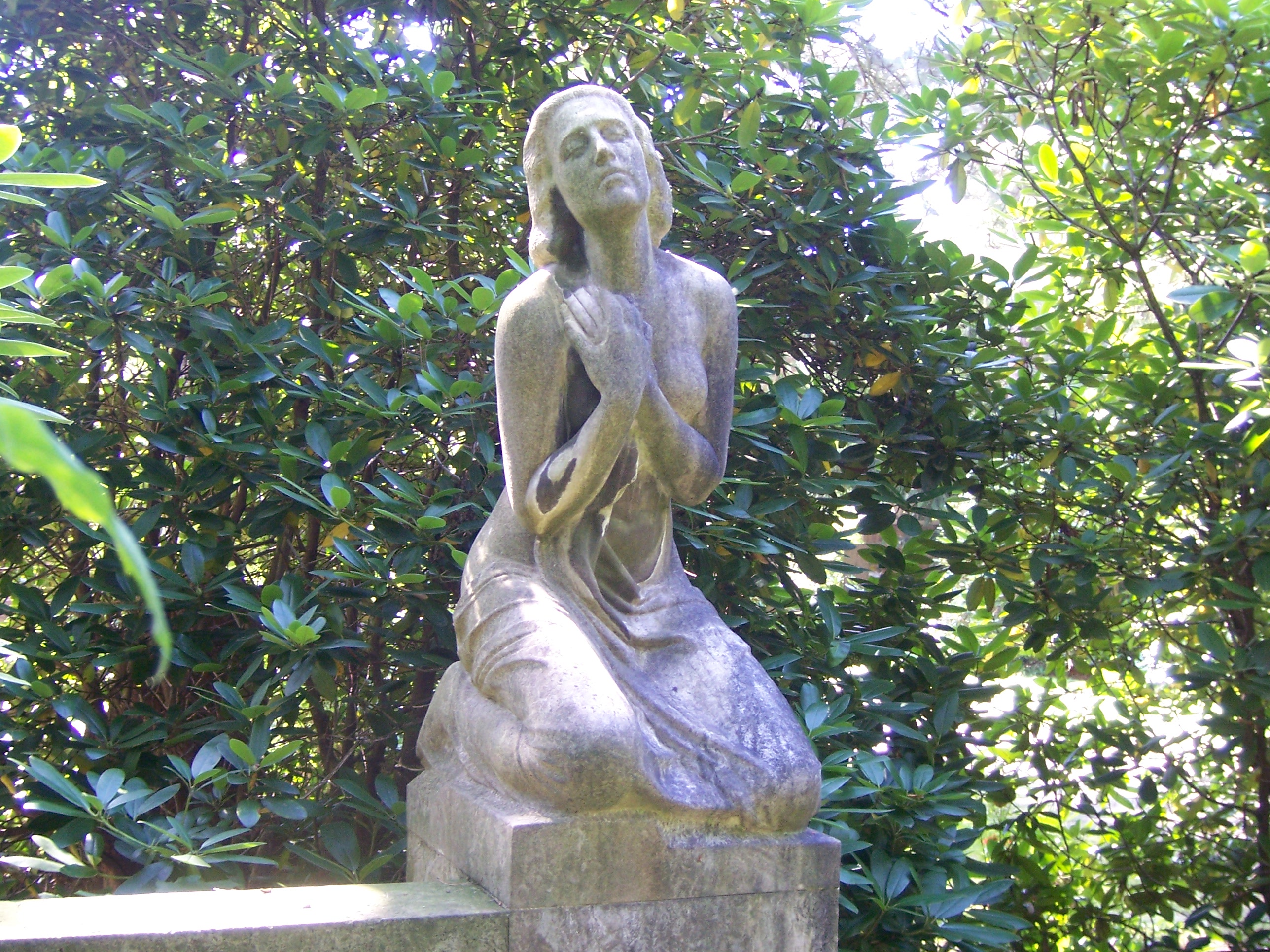
Trauernde, Grabmal Franz Wendt, Südfriedhof Leipzig
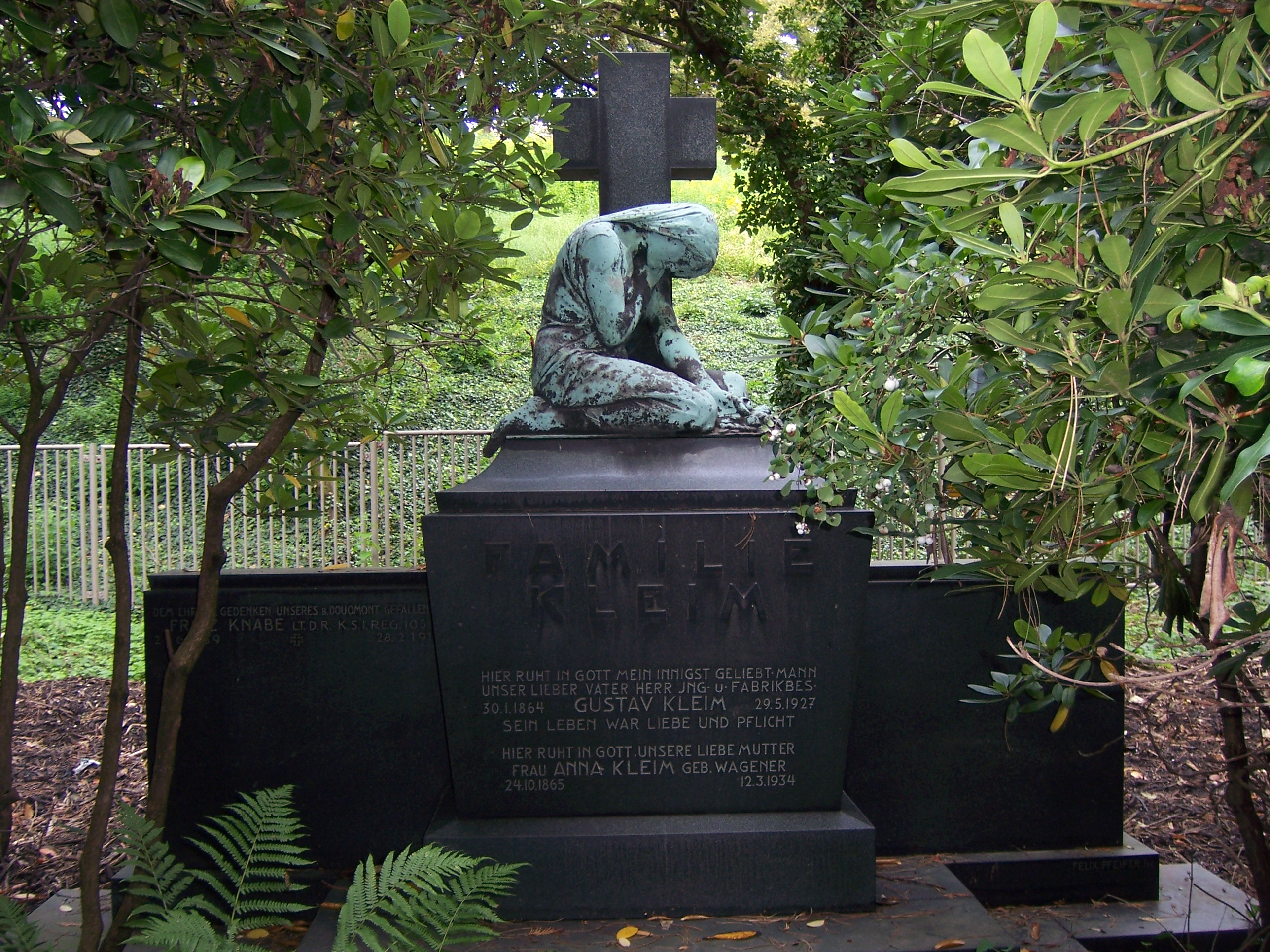
Grabmal Gustav Kleim, Südfriedhof Leipzig
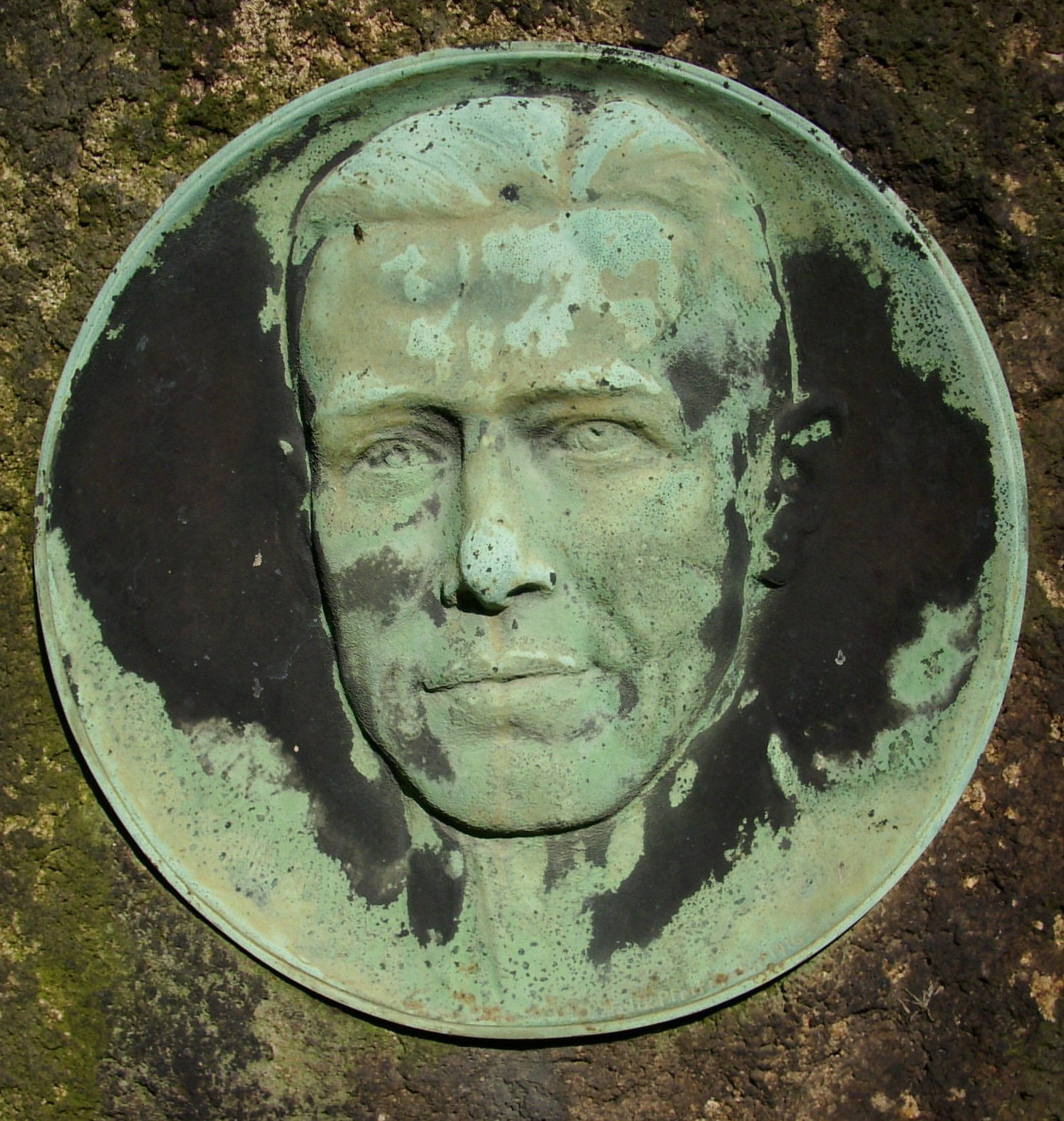
Porträtmedaillon Grabstätte Schmacht, Südfriedhof Leipzig, 1916
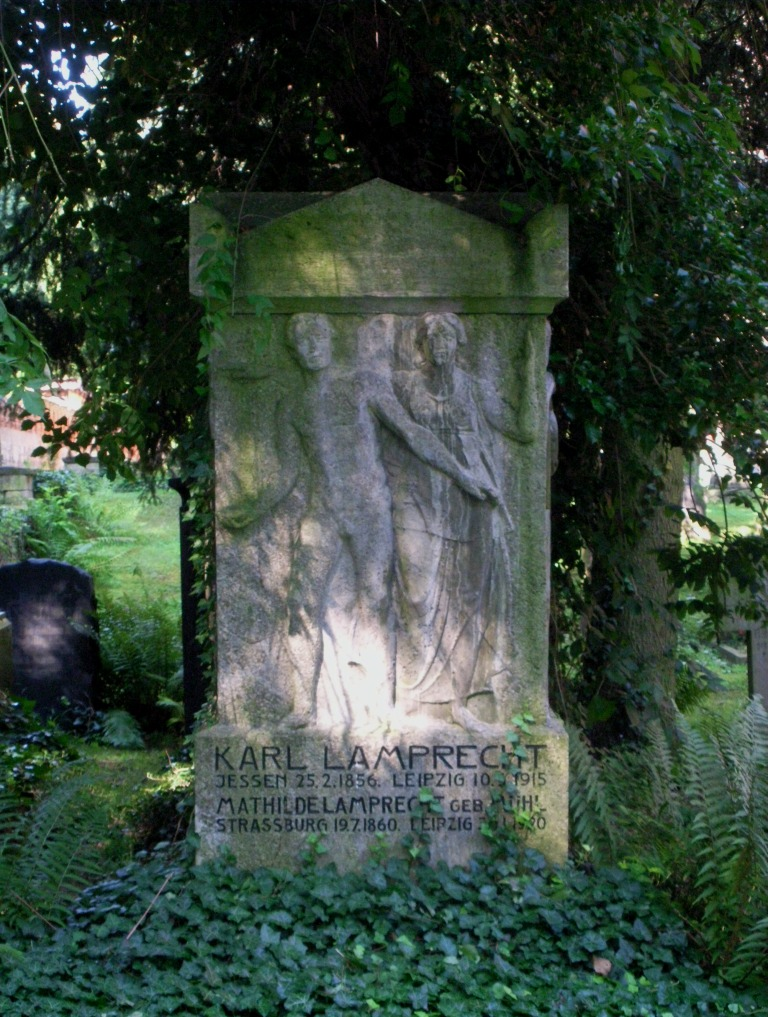
Grabmal Karl Lamprecht, Schulpforta, 1918
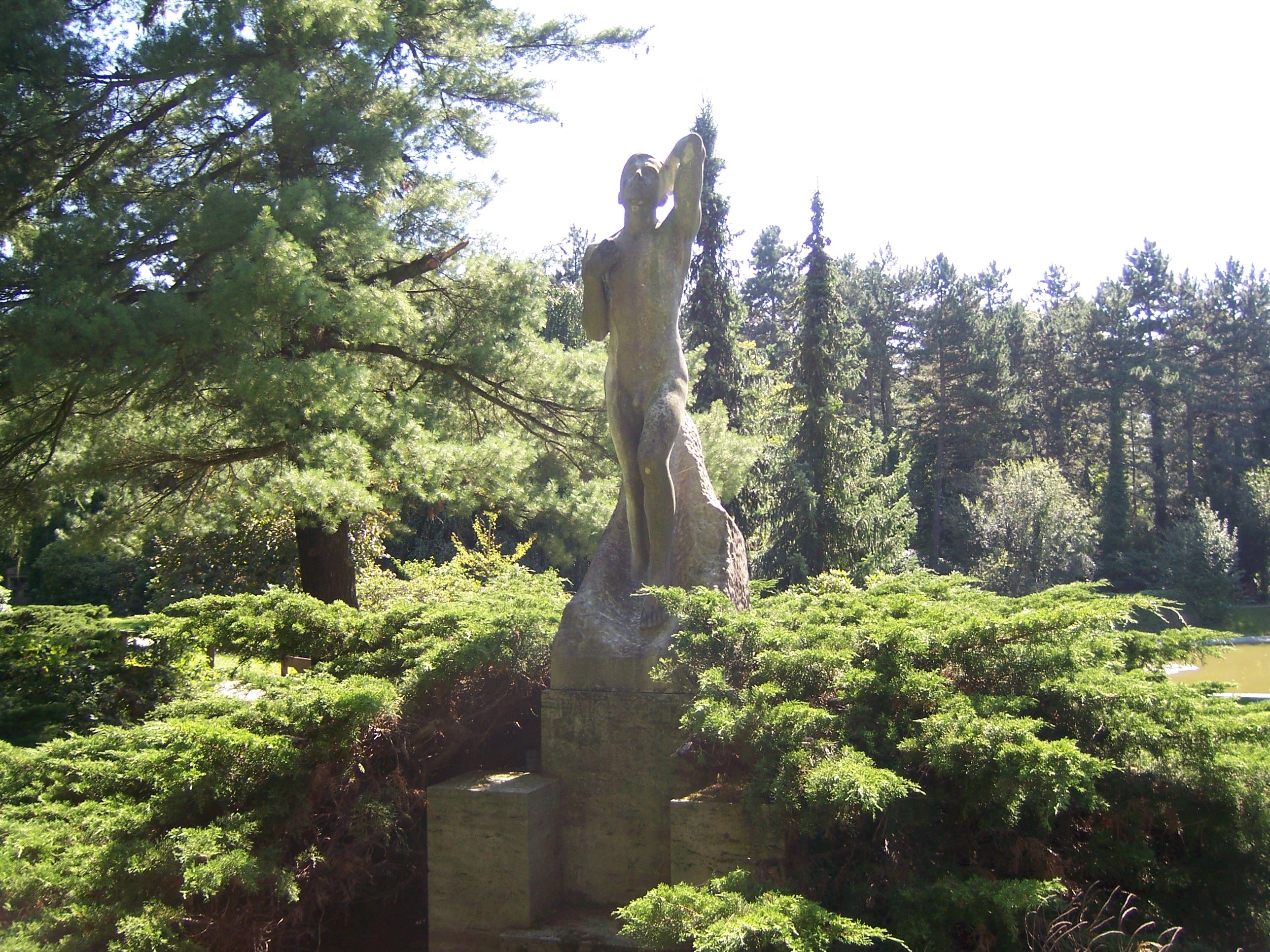
Auferstehender Jüngling, Grabmal Plato Scutari, Südfriedhof Leipzig
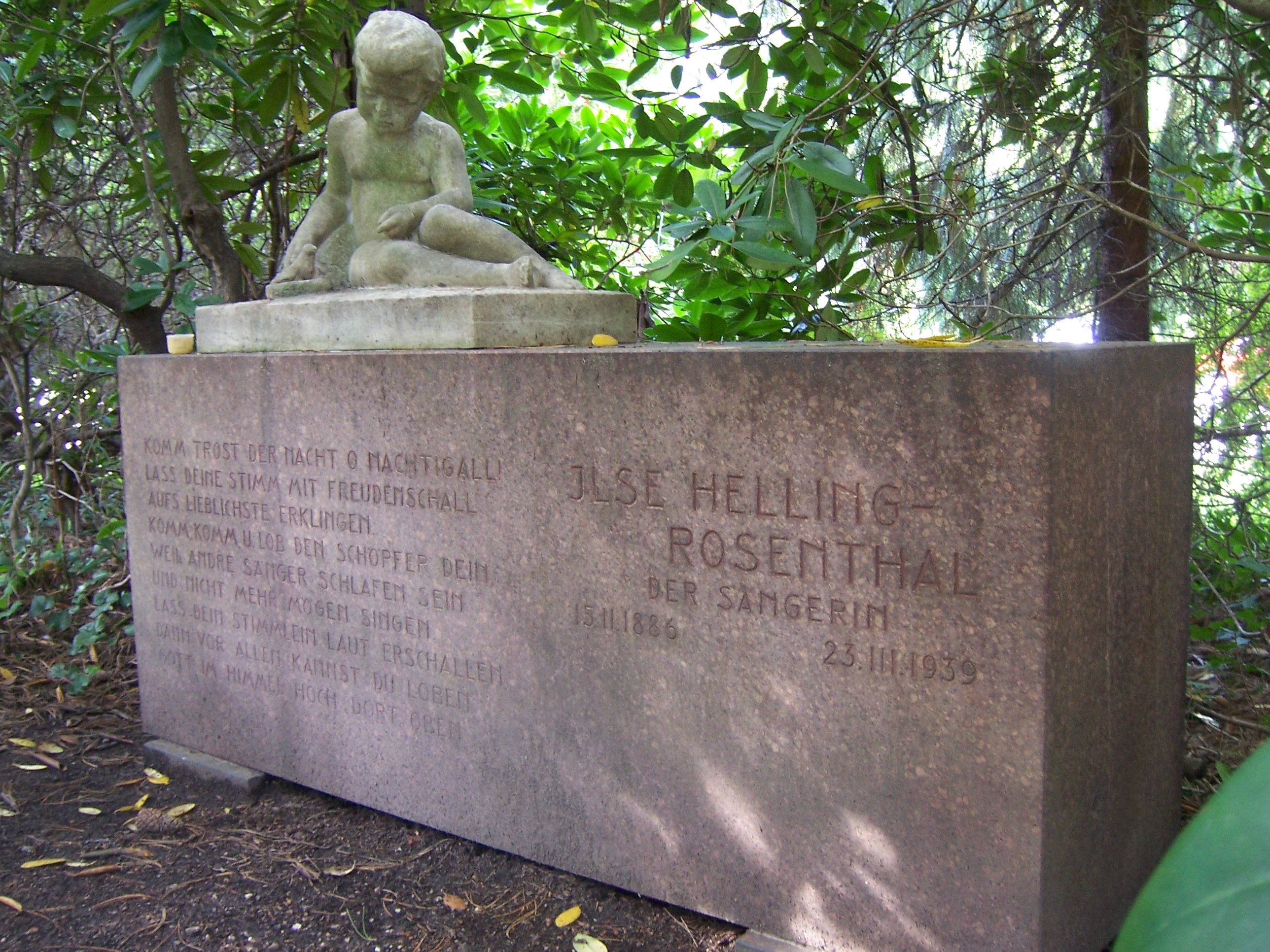
Knabe mit Nachtigall, Grabmal Ilse Helling-Rosenthal, Südfriedhof Leipzig
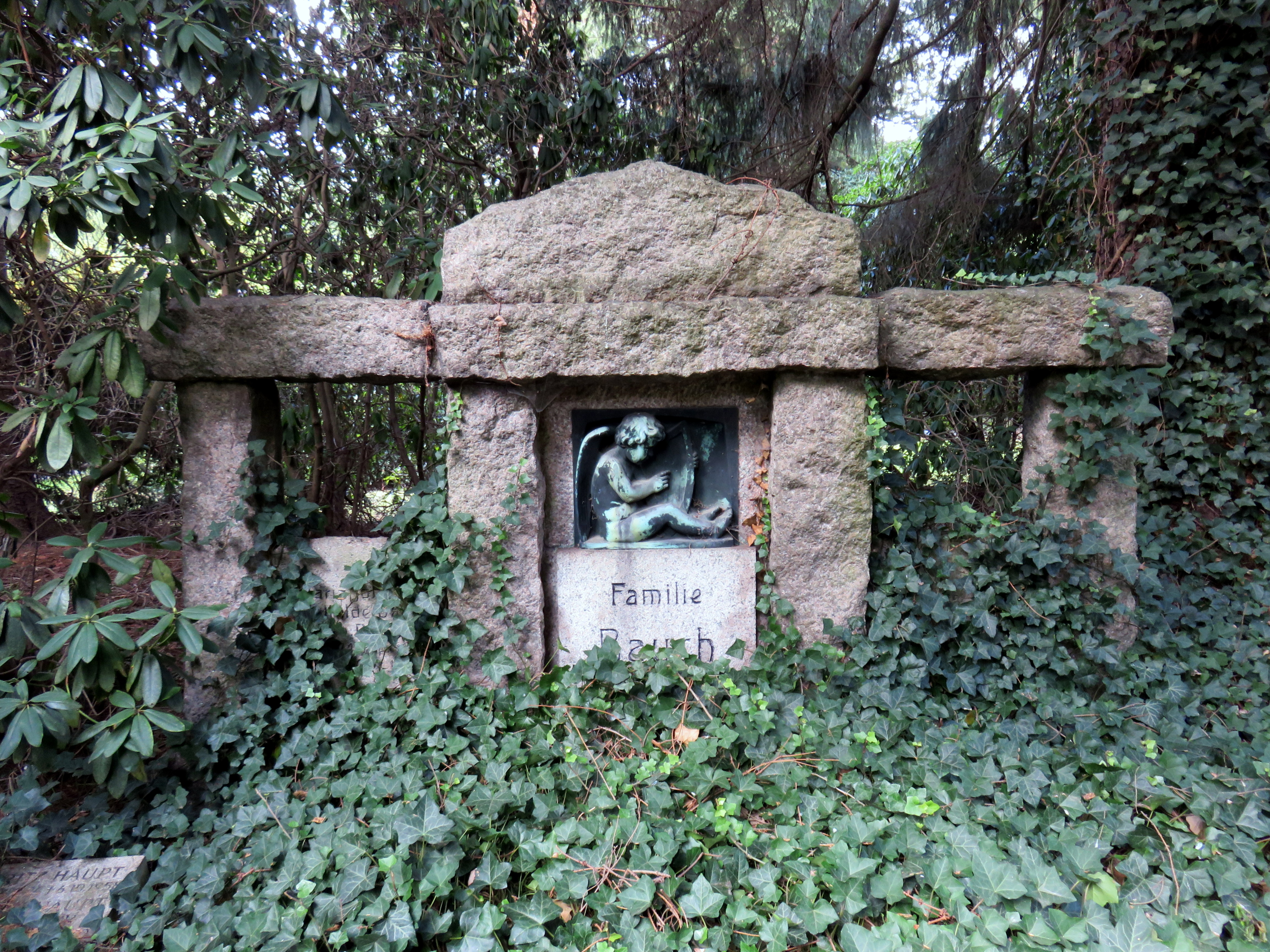
Grabmal Familie Bauch, Friedhof Ohlsdorf, Hamburg, 1919

### Plastik
- 1899: Erste Liebe, Marmorgruppe
- 1890: Der Kuß, Marmorgruppe
- 1903: Kaiser-Friedrich-Denkmal, Misdroy
- 1904–1905: Vier Altarreliefs, Nikolaikirche Leipzig
- 1906: Athena, Marmor, Skulpturensammlung, Staatliche Kunstsammlungen Dresden
- 1906: Reliefs am Grabmal Walter Queck, Granit, Südfriedhof Leipzig
- 1910: Barbara-Uthmann-Denkmal, Elterlein im Erzgebirge
- 1910: Bacchanten, Bronzeplastik, Museum der bildenden Künste, Leipzig
- 1912: Flötespielender Knabe, Bronzeplastik, Museum für angewandte Kunst, Leipzig
- 1912: Vater mit Tochter, Bronzeplastik
- 1912: Grabmal für Dr. Karl Löw in Jihlava (Helenenthal), Tschechien
- 1913: Männliche Fassadenskulpturen, Frosch-Brunnen im Foyer, Reliefs Kaiser Wilhelm II. und König Friedrich August III. (Reliefs entfernt), Deutsche Bücherei, Leipzig
- 1913: Weiblicher Torso, Marmor, Museum der bildenden Künste, Leipzig
- 1915: Sehnsucht, weißer Laaser Marmor, Haar getönt, mit Goldauflagen, Bundesakademie für öffentliche Verwaltung, Boppard (Leihgabe des MbK, Leipzig)
- 1915: Weibliche Büste, Terrakotta, Museum der bildenden Künste, Leipzig
- 1916: Porträtmedaillon Grabmal Schmacht, Bronze, Südfriedhof Leipzig
- 1916: Ikarus, Bronze, Museum der bildenden Künste, Leipzig
- 1918: Kniendes Mädchen (Melusine), Bronze, Museum der bildenden Künste, Leipzig
- 1918: Grabmal für Karl Lamprecht, Schulpforta
- 1919: Kriegerdenkmal in Warenthin
- 1919: Grabmal Familie Bauch, Granit/Bronze, Friedhof Ohlsdorf, Hamburg
- 1922: Weiblicher Torso, Marmor, Museum der bildenden Künste, Leipzig
- 1923: Ehrenmal in der Handelshochschule Leipzig und im Arionenhaus Leipzig
- 1924: Grabmal Hugo Gaudig, Neuer Johannisfriedhof Leipzig
- 1925: Grabmal Kleim, Südfriedhof Leipzig
- 1925: Umarmung, Marmor
- 1925: Bacchische Tänzerin, Bronze
- 1925: Melusine, Bronze
- 1927: Genesung, Brunnenfigur in Erz vor dem Gebäude der Allgemeinen Ortskrankenkasse, Leipzig
- 1928: Porträtrelief Otto Wiener, Bronze
- 1929: Die Negertänzerin, Bronze, Museum der bildenden Künste, Leipzig
- 1930: Auferstehender Jüngling, Marmor, Grabmal Familie Scutari, Südfriedhof Leipzig
- 1931: Gefallenendenkmal in Zwenkau
- 1932: Trauernde, Marmor, Grabmal Franz Wendt, Südfriedhof Leipzig
- 1937: Engel, Marmor, Grabmal Haertel-Kipke, Südfriedhof Leipzig
- 1939: Knabe mit Nachtigall, Marmor, Grabmal Ilse Helling-Rosenthal, Südfriedhof Leipzig
- 1939: Mutter mit Kindern, Bronze, Bitterfelder Friedhof[10]
- Als Stiftungen der Witwe gelangten drei Arbeiten, Danae, Nichide und Weiblicher Torso, an das Lindenau-Museum nach Altenburg.

### Büsten
- 1920: Hugo Gaudig, Marmor
- 1929: Wolfgang Amadeus Mozart, Monumentalbüste, Marmor, Foyer der Oper Leipzig
- 1931: Johannes Brahms und Anton Bruckner, Monumentalbüsten, Marmor, Gewandhaus Leipzig
- 1933: Rudolf Freiherr von Seckendorff, Museum der bildenden Künste, Leipzig
- Weitere Bildnisbüsten von:

Wilhelm Wundt, Hans Driesch, Theodor Kölliker, Johannes Volkelt, Georg Witkowski, Maria Ney, Paul de Lagarde, Ludwig van Beethoven, Johann Wolfgang von Goethe, Johann Friedrich August Olearius

### Plaketten und Medaillen (Auswahl)
- 1902: Max Klinger
- 1905: Wilhelm Wundt, Bronzeplakette
- 1911: Max Reger
- 1912: Heinrich Ritter[11]
- 1914: 150 Jahre Königliche Akademie der Künste, Leipzig
- 1914: Internationale Ausstellung für Buchgewerbe und Grafik
- 1920: Hugo Gaudig
- 1922: Gerhart Hauptmann
- 1924: Johann Heinrich Rille
- 1927: Wilhelm Roux
- 1930: Johannes Gebbing
- Weitere Kleinbronzen, Plaketten und Medaillen finden sich in den Sammlungen Dresden, Berlin, Leipzig, Bremen und Hannover.